# Heinrich Berl
Heinrich Berl (ab 1919 das Pseudonym von Heinrich Lott) (* 2. September 1896 in Baden-Baden; † 3. April 1953 ebenda) war ein deutscher Schriftsteller, Musikwissenschaftler und Journalist.

## Leben
Seine Mutter war Josefine (* 1875 in Marlen; † 1935 in Offenburg) und seine Schwester Irmgard Lott (* 1905 in Offenburg, ⚭ Schäfer). Als Kind wurden ihm die Zehen des linken Fußes abgefahren. 1907–1911 besuchte er die Realschule Offenburg und 1911–1914 die dortige städtische Handelsschule, während er zugleich eine kaufmännische Lehre in einer Fabrik für Kochherde- und Kassenschränke absolvierte. Nach dem Krieg besuchte er Vorlesungen an der Universität München, bis eine Erkrankung ihn zur Rückkehr nach Offenburg zwang. Er suchte Erholung bei Verwandten in Basel, wo er Anthroposophie am Goetheanum studierte.
1921 heiratete er Frieda (auch Friedel genannt, geb. Kassewitz (1896–1950)), mit der er eine Tochter hatte. Die Familie verbrachte viel Zeit mit Alfred Döblin.
Obgleich kein Jude stand er dem Zionismus nahe und erfreute sich der Wertschätzung Martin Bubers. In den 1920er Jahren gab er einige Artikel zu Judentum und Musik in Der Jude (1916–1928) und der Wiener zionistischen Zeitschrift Menorah heraus. Als 1926 sein Buch veröffentlicht wurde, das seinen Titel der Wagnerschen Streitschrift Das Judenthum in der Musik entlehnte, führte Berl die Zeitschriftendebatte weiter, bezog gegen Wagner die zionistische Position und versuchte, eine jüdische Musiktradition neu zu begründen, indem er den „Orientalismus“ der jüdischen Musik als ihre besondere Qualität hervorhob, wie sie besonders bei Gustav Mahler zu finden sei. Dieser sei auch ein Hauptvertreter der derzeitigen „asiatischen Krise der Musik“.
Die irritierende Schrift fand unter jüdischen Diskutanten große Beachtung und Zustimmung. An der Diskussion beteiligten sich Arno Nadel, Paul Nettl und Max Brod.
Berl wurde Geschäftsführer der 1924 in Karlsruhe gegründeten Gesellschaft für geistigen Aufbau, die Vorträge, Tagungen und im Juli 1930 die Badischen Heimattage durchführte. 1931–1933 führte er den Kairos-Verlag.
Mit Besorgnis erfuhr er von organisierter Kriminalität in Amerika und Russland (möglicherweise der dortige staatliche Apparat, nach Berichten Iwan Alexandrowitsch Iljins). 1931 brachte er Die Heraufkunft des fünften Standes zur Soziologie des Verbrechertums heraus, und als positive Ergänzung Die Männerbewegung : ein antifeministisches Manifest, als Kampf gegen den verweiblichten Mann, wie er zuvor Leopold Ziegler berichtet hatte. 1932 folgte Der Kampf gegen das rote Berlin oder Berlin eine Unterwelts-Residenz.
Als 1933 nach der Machtergreifung der Nationalsozialisten die Gesellschaft für geistigen Aufbau verboten wurde und er auch seine Musikdozentur in Karlsruhe aufgeben musste, zog er sich nach Baden-Baden zurück. 1938/39 strich die Reichsschrifttumskammer ihn wegen seiner jüdischen Frau aus ihren Listen.
Im Sommer 1945 wandelte er mit Otto Flake die Kommission, die Baden-Badens Buchhandlungen und Bibliotheken säubern sollte, in einen Kulturrat um.
Mit neun Jahren Verspätung veröffentlichte er 1948 die Biografie Napoleon III. Demokratie und Diktatur.
Er war Gründungsmitglied der Deutschen Akademie für Sprache und Dichtung.